# De pretparkprutsers
De pretparkprutsers is het zesde album uit de Belgische stripreeks De avonturen van Urbanus en verscheen in 1984. Het werd getekend door Willy Linthout en bedacht door Urbanus zelf.

## Verhaal
In dit verhaal begint Urbanus een eigen pretpark. Het blijkt een gigantisch succes, want zelfs de concurrerende pretparken van Schobbejaan (parodie op Bobbejaan Schoepen) en Eddy Wally ("Pretpark Wallybi", een parodie op Walibi) blijken failliet verklaard. Toch loopt niet alles perfect naar wens in Urbanus' pretpark. Integendeel, de problemen stapelen zich langzamerhand op.

## Culturele verwijzingen
- Wanneer Urbanus naar het tehuis voor geestesgestoorden wordt gestuurd herkennen we onder meer Willy Linthout, Mr. T, Wilfried Martens, de belastingsontvanger met narrenmuts uit de cover van Urbanus' plaat "Urbanus Tien Jaar Live" (1983), Professor Silicone uit het Kuifjealbum De sigaren van de farao en Philippus de Profeet uit De geheimzinnige ster. Later wordt Urbanus vrijgelaten omdat men "twee grotere zotten heeft binnengekregen". Deze "zotten" zijn Gaston en Leo die in hun film Zware jongens (1984) ook in een gesticht terechtkomen.